# Brenda Song
Brenda Song, ameriška televizijska in filmska igralka, fotomodel ter pevka, * 27. marec 1988, Carmichael, Kalifornija, ZDA.

## Kariera
Kariero je pričela kot otroški model in z nastopanjem v televizijskih oglasih. Kmalu sta se z mamo Susan preselili v Los Angeles. Tam je Brenda leta 1998 dobila vlogo čarovnice Wendy v filmu Casper meets Wendy. Od takrat je njena kariera v vzponu. Leta 2000 je opozorila nase z eno izmed glavnih vlog v nadaljevanki Paglavca v hotelu. Leta 2001 in 2002 je nastopila še v nekaj Disneyjevih filmih (Wendy Wu, Stuck in the Suburbs, Ultimate Christmas Present). Igrala je tudi v filmu Cheaper by the dozen (Količinski popust). V letu 2004 sta v kinematografe prišla filma A Cinderella story in Raise your voice. Decembra 2005 je nastopila tudi v filmu Cheaper by the dozen 2 (Velika družina, veliko smeha). Za jesen 2007 je predvidena premiera filma War inc.

## Filmografija

### Filmi
| Leto | Naslov                                               | Vloga                 | Ostalo                 |
| ---- | ---------------------------------------------------- | --------------------- | ---------------------- |
| 1995 | Requiem                                              | Young Fong            |                        |
| 1996 | Santa with Muscles                                   | Susan                 |                        |
| 1997 | Leave It to Beaver                                   | Susan Acustis         |                        |
| 1999 | The White Fox                                        | N/A                   |                        |
| 2000 | The Ultimate Christmas Present                       | Samantha Kwan         |                        |
| 2002 | Like Mike                                            | Reg Stevens           |                        |
| 2002 | Get a Clue                                           | Jennifer              |                        |
| 2004 | Stuck in the Suburbs                                 | Natasha Kwon-Schwartz |                        |
| 2004 | A Cinderella Story                                   | Kelly Anderson        | film Warner Bros.      |
| 2004 | Costume Party Capers: The Incredibles                | Alex                  | Glas                   |
| 2006 | Wendy Wu: Homecoming Warrior                         | Wendy Wu              |                        |
| 2006 | Holidaze: The Christmas That Almost Didn't Happen    | Treat                 | Glas                   |
| 2008 | Special Delivery                                     | Alice Cantwell        | Lifetime Movie Network |
| 2008 | College Road Trip                                    | Nancy                 | Walt Disney Pictures   |
| 2008 | Camp Rock                                            | Girl near lake        |                        |
| 2008 | Macy's Presents Little Spirit: Christmas in New York | Paige                 |                        |
| 2009 | Sequel to Wendy Wu: Homecoming Warrior               | Wendy Wu              | glavna vloga           |
| 2009 | Boogie Town                                          | Natalie               | glavna vloga           |

### Televizija
| Leto       | Naslov                     | Vloga         | Ostalo   |
| ---------- | -------------------------- | ------------- | -------- |
| 1995       | Fudge                      | Jennie        |          |
| 1999       | 100 Deeds for Eddie McDowd | Sariffa Chung |          |
| 2004–2005  | Phil of the Future         | Tia           | 7 epizod |
| 2005–2008; | Paglavca v hotelu          | London Tipton |          |
| 2007–danes | Pass the Plate             | Host          |          |
| 2008–2011  | Paglavca na krovu          | London Tipton |          |

### Serije
| Leto        | Naslov                          | Vloga         |
| ----------- | ------------------------------- | ------------- |
| 2006        | Disney Channel's Imagineer That | Ona           |
| 2007–danes; | London Tipton's Yay Me!         | London Tipton |
| 2019-2022   | Amphibia                        | Anne Boonchuy |

### Ostali pojavi
| Leto      | Naslov                     | Vloga             | Ostalo                                     |
| --------- | -------------------------- | ----------------- | ------------------------------------------ |
| 1994 1995 | Thunder Alley              | Kathy             | Dve epizodi                                |
| 1996      | Small Talk                 | Panelist          | Pet epizod                                 |
| 1999      | Once and Again             | Chrissy           |                                            |
| 1999      | MADtv                      | Trick-or-Treater  |                                            |
| 1999      | Popular                    | Mandy Shepherd    |                                            |
| 2000      | Sedma nebesa               | Cynthia           |                                            |
| 2001      | Bette                      | Stacey            |                                            |
| 2001      | ER                         | Lynda An          | Ena epizoda                                |
| 2001      | Naša sodnica               | Vanessa Pran      |                                            |
| 2002      | The Bernie Mac Show        | Shannon           |                                            |
| 2002      | George Lopez               | Jennifer          |                                            |
| 2002      | The Brothers García        | Jenny             | Epizoda: Love Me Tender                    |
| 2002      | For the People             | N/A               | Epizoda: Nascent                           |
| 2003      | That's So Raven            | Amber             |                                            |
| 2003      | One on One                 | Asanti            |                                            |
| 2006      | That's So Raven            | London Tipton     | Del That's So Suite Life of Hannah Montana |
| 2006      | American Dragon: Jake Long | Tracey            | Glas                                       |
| 2006      | Disney Channel Games 2006  | Ona               | Disney Channel special                     |
| 2007      | The Emperor's New School   | Dancing queen     | Glas                                       |
| 2007      | Disney Channel Games 2007  | Ona               | Disney Channel special                     |
| 2008      | Studio DC: Almost Live     | Ona/London Tipton |                                            |
| 2008      | Disney Channel Games 2008  | Ona               | Disney Channel special                     |
| 2009      | Phineas and Ferb           | Wendy             | Glas                                       |
| 2009      | Čarovniki s trga Waverley  | London Tipton     | Del Wizards on Deck With Hannah Montana    |
| 2009      | Hannah Montana             | London Tipton     | Del Wizards on Deck With Hannah Montana    |